# Ramesa tosta
Ramesa tosta är en fjärilsart som beskrevs av Walker 1855. Ramesa tosta ingår i släktet Ramesa och familjen tandspinnare. Inga underarter finns listade.